# Dendrobium ramosii
Dendrobium ramosii är en orkidéart som beskrevs av Oakes Ames. Dendrobium ramosii ingår i släktet Dendrobium, och familjen orkidéer. Inga underarter finns listade i Catalogue of Life.